# Сонячний струмінь
Сонячні струмені — це короткочасні, колімовані потоки плазми в атмосфері Сонця. Вони виникають у багатьох різних масштабах, за різних температур і місць розташування, і зумовлені вивільненням магнітної енергії через магнітне перез'єднання. Плазма, що викидається сонячним струменем, рухається від Сонця по прямих або похилих траєкторіях, вздовж силових ліній місцевого магнітного поля.
Через широкий діапазон температур та регіонів сонячної атмосфери, в яких спостерігаються струменеподібні явища, сонячні струмені називають багатьма різними назвами. Наприклад, явища вивільнення струменів, що спостерігаються при корональних та хромосферних температурах, іноді називають корональними струменями та хромосферними струменями відповідно, а коли вони спостерігаються в рентгенівських променях, далекому ультрафіолеті, білому світлі та лінії H-альфа, їх іноді називають рентгенівськими струменями (англ. X-ray jets), далекими ультрафіолетовими струменями (англ. EUV jets), струменями в білому світлі (англ. white-light jets) та H-альфа струменями (англ. Hα jets) відповідно. Оскільки плазма, викинута в результаті однієї події, може мати широкий діапазон температур, будь-яку подію можна називати однією або кількома назвами в залежності від спостережуваного спектрального діапазону. У залежності від того, чи сонячні струмені розташовані в активному регіоні, регіоні спокійного Сонця, корональній дірі або на полюсах Сонця, їх іноді називають струменями активного регіону (англ. active region jets), струменями спокійного Сонця (англ. quiet-Sun jets), струменями корональних дір (англ. coronal hole jets) або полярними струменями (англ. polar jets) відповідно. Деякі сонячні струмені класифікують як макроспікули через їхню подібність до значно менших хромосферних спікул.
Сонячні струмені іноді пов'язані з іншими перехідними явищами в атмосфері Сонця, такими як сонячні спалахи, корональні викиди маси, сонячно-протонні шторми.